# Renova, Mississippi
Renova là một thành phố thuộc quận Bolivar, tiểu bang Mississippi, Hoa Kỳ. Năm 2010, dân số của thành phố này là 668 người.

## Dân số
- Dân số năm 2000: 623 người.
- Dân số năm 2010: 668 người.